# Un bouquet garni pour Cubitus
Un bouquet garni pour Cubitus est le 33e tome de la série de bande dessinée Cubitus, créée par Dupa. Paru le 1er juin 1996, cet album contient 48 pages, illustrant cinq histoires distinctes s'étalant sur plusieurs pages, articulées autour de l'histoire centrale,.

## Synopsis
Cubitus est malade. Il a tellement de fièvre que la neige fond littéralement autour de lui et qu'il en a perdu l'appétit. Il décide donc d'aller se recoucher et de clore l'histoire. Peu après, un étrange vendeur de fleurs ambulant, envoyé providentiellement par le destin (ou plutôt par le scénariste), vend avec insistance un bouquet garni à Sémaphore et lui conseille de le placer au chevet de Cubitus afin qu'il puisse rêver et aller mieux. Il lui dit également qu'il reviendra une fois les rêves terminés.
Cinq fleurs composent le bouquet, chacune ayant une histoire différente à raconter à Cubitus :
- L'orchidée : une aventure dans la jungle hostile à la recherche d'une fleur précieuse.
- La rose : l'histoire d'un jardinier et d'une demoiselle lui tombant dessus depuis son pommier, demoiselle dont le fiancé n'est autre qu'un mafioso sicilien très jaloux.
- Le lys : l'histoire d'un mousquetaire à la recherche d'un emploi mais qui se heurte aux dures réalités de la société.
- La tulipe : l'histoire de Cubitus et d'un gramophone lui accordant cinq souhaits (une rivière de chocolat bouillant, faire pousser la verdure aux alentours, etc.) mais qui attisent la convoitise du  mafioso sicilien.
- Le pissenlit : l'histoire d'un fermier (Sémaphore) et de son chien à la recherche du trésor caché de son ancêtre mais qui se révèlera être fort différent qu'espéré...

À l'issue des cinq rêves, la fièvre de Cubitus est retombée et les fleurs ont fané. Le marchand ambulant repasse comme prévu et concocte un remède qui remet immédiatement Cubitus sur pied mais dont les effets sur Sémaphore (qui a tenu à goûter avant qu'on serve cette mixture à son chien) sont assez étonnants...